# Étienne Pierre Ventenat
Étienne Pierre Ventenat (ur. 1 marca 1757 w  Limoges, zm. 13 sierpnia 1808 w Paryżu) – francuski botanik,  brat  przyrodnika Louisa Ventenata (1765–1794).
Pracując jako dyrektor kościelnej biblioteki Sainte-Geneviève w Paryżu, Ventenat odbył podróż do Anglii. Tutaj badał ogrody botaniczne kraju, które zainspirowały go do zgłębiania nauk ścisłych i przyrodniczych. Studiował i współpracował z botanikiem Charlesem Louisem L’Héritier de Brutelle (1746-1800). W 1795 został wybrany członkiem Institut national des sciences et des arts, później znanym jako Académie des science.
W 1794 r. Napisał traktat o zasadach botaniki pt. Principes de botanique, expliqués au Lycée républicain par Ventenat. Po publikacji był tak rozczarowany swoją przeciętnością, że podobno starał się zdobyć wszystkie egzemplarze książki i zniszczyć je. W 1798 opublikował francuskie tłumaczenie Genera plantarum Antoine-Laurent de Jussieu jako Tableau du règne végétal selon la méthode de Jussieu. W tłumaczeniu tej pracy, Ventenat dodał informacje dotyczące właściwości i zastosowań roślin.

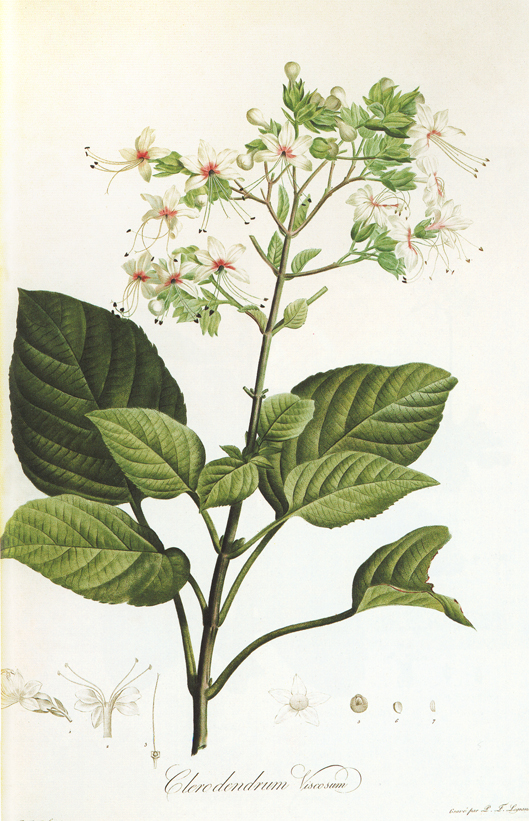
Clerodendrum viscosum. Rycina z Jardin de la Malmaison (1801)

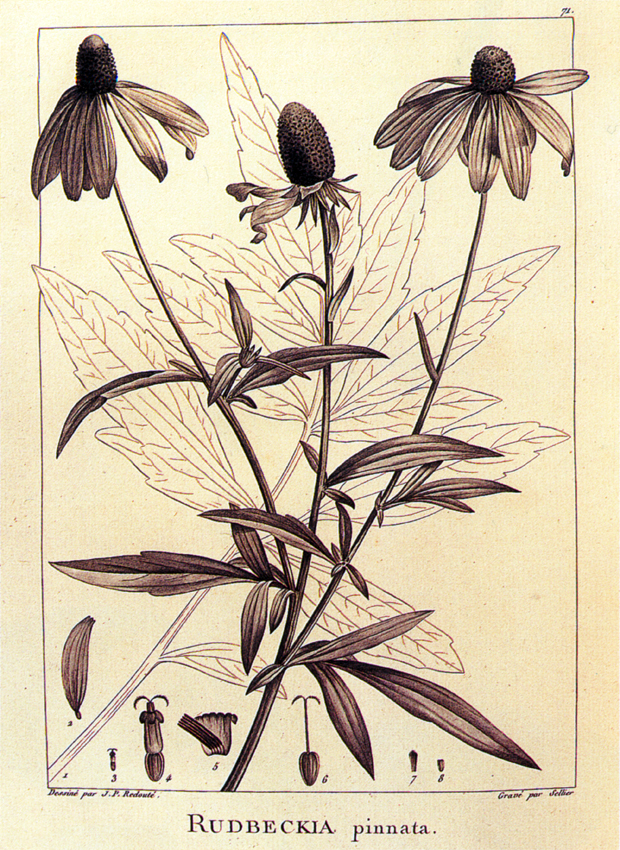
Rudbeckia pinnata, Rycina z Description des plantes nouvelles et peu connues, cultivées dans le jardin de J.-M. Cels (1799)

W 1799 r. Opublikował Description des plantes nouvelles et peu connues, cultivées dans le jardin de J.-M. Cels, dzieło opisujące florę w ogrodzie botanicznym Jacques’a Philippe Martina Celsa (1740-1806), a w 1803 r. opublikował Le Jardin de la Malmaison, napisany na prośbę Josephine de Beauharnais (1763-1814), w który chciał uwiecznić rzadkie gatunki roślin znalezione w ogrodach i szklarniach Château de Malmaison. Ilustracje z dwóch wspomnianych prac wykonał znany artysta botaniczny Pierre-Joseph Redouté (1759-1840). Ventenat jest także uznawany za kontynuację prac nad Histoire des champignons de la France Jean Baptiste François Pierre Bulliarda, przełomowym dziełem dotyczącym grzybów pochodzących z Francji.
Standardowy skrót nazwiska: Vent. jest używany do wskazania jego osoby, jako autora nazw systematycznych, które nadał.

## Dzieła
- Description des plantes nouvelles et peu connues, cultivées dans le jardin de J.-M. Cels, (1799)
- Jardin de la Malmaison (1803–1804)
- Decas Generum Novorum  (1808)